# Appelvink
De appelvink (Coccothraustes coccothraustes) is een zangvogel uit de familie van de vinkachtigen (Fringillidae). Het is de enige vertegenwoordiger van het geslacht Coccothraustes. De appelvink is te herkennen aan zijn typische roep, zijn forse bouw, de witte vleugelvelden en de witte eindband op zijn staart.
Het verspreidingsgebied van de appelvink beslaat een groot gedeelte van Europa en Azië. In het grootste deel van het Europese leefgebied is de appelvink een standvogel. Hij leeft in loofbossen en gemengde bossen, waar hij zich het grootste deel van de dag in de bovenste boomlagen ophoudt.

## Veldkenmerken
De appelvink is een forsgebouwde vinkachtige. Een volwassen vogel heeft een lichaamslengte van 16,5 tot 18 centimeter en een vleugelspanwijdte van 29 tot 33 centimeter. Het gewicht varieert van 46 tot 70 gram, waarbij het mannetje gemiddeld iets zwaarder is dan het vrouwtje.

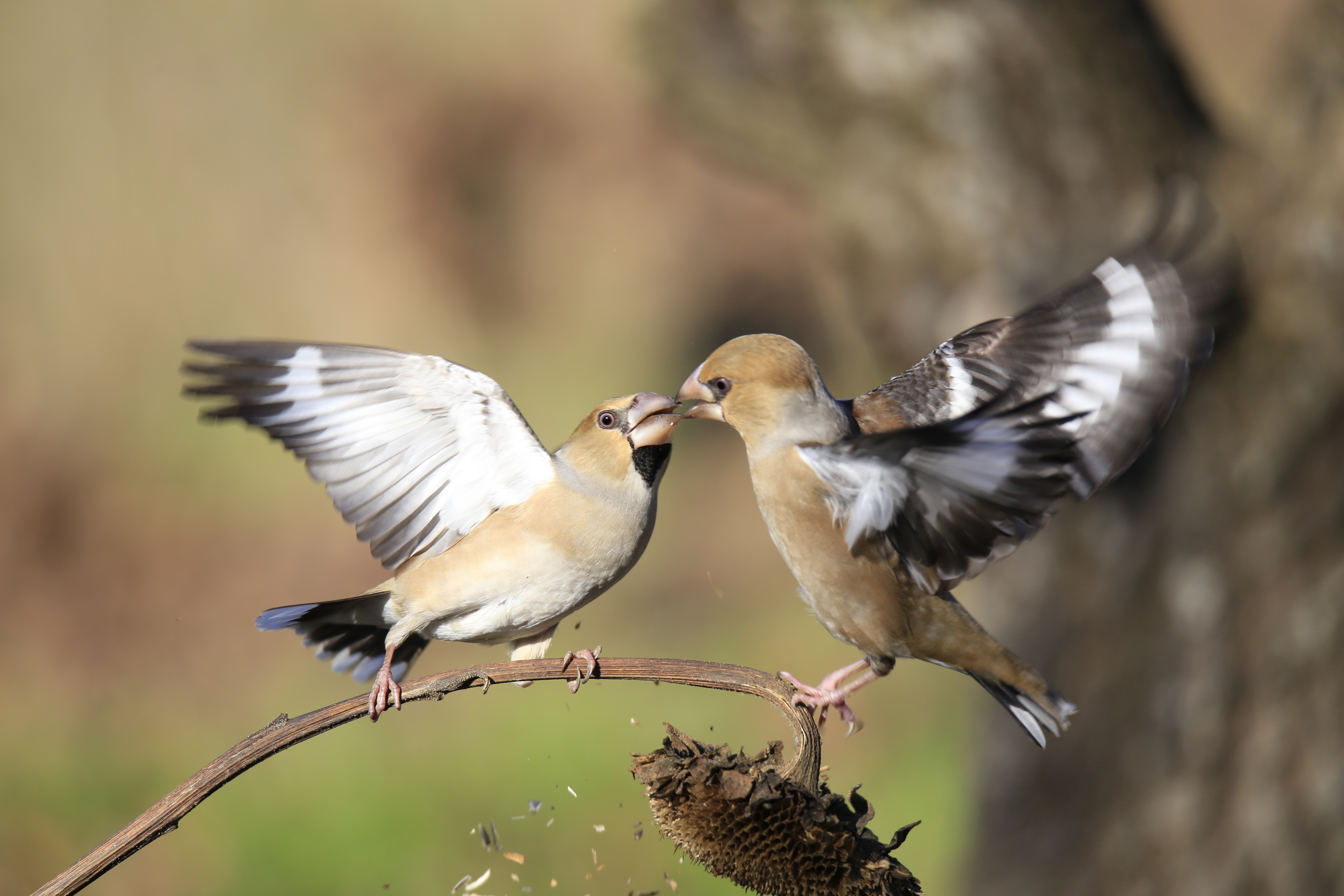
Bij deze vechtende mannetjes zijn de witte vleugelvelden duidelijk te zien.

De relatief grote kop is oranjebruin met een zwarte kin, keel en teugel. De appelvink heeft een forse, dikke nek met een grijze nekband. De zware, kegelvormige snavel is metaalachtig donkerblauw in de zomer en wordt hoornkleurig in de winter. De korte poten zijn lichtbruin gekleurd.
Op de bovenzijde is het verenkleed donkerbruin op de mantel en wat lichter gekleurd op de stuit en staart. Het uiteinde van de korte, rechthoekige staart heeft een witte eindband. Aan de onderzijde is de appelvink overwegend rossig bruin. De arm- en handpennen van de lange vleugels zijn elk voorzien van een witte vlek in het midden, zodat ze in de vlucht een opvallende witte baan vormen.
De geslachten vertonen slechts weinig seksuele dimorfie. Bij het mannetje zijn de kop en stuit duidelijk oranjebruin en de onderzijde rossig bruin. Bij het vrouwtje is het verenkleed hier wat valer gekleurd. Ook heeft het vrouwtje minder zwart rond de snavelbasis en zijn de slagpennen grijs gekleurd. Bij het mannetje zijn de slagpennen glanzend zwart.

### Juveniel

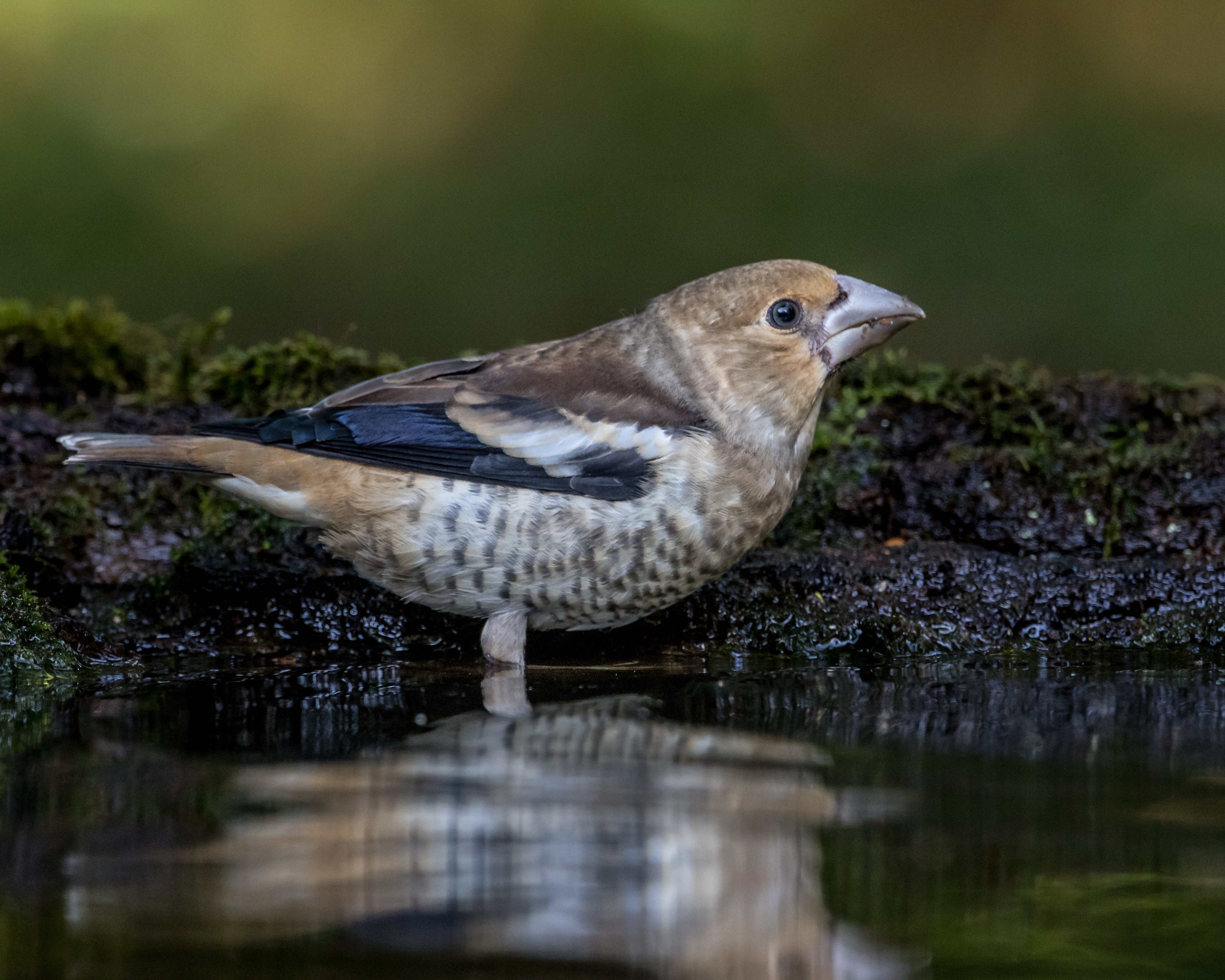
Een juveniel is doffer en onregelmatiger gekleurd dan een volwassen vogel.

De juveniel is doffer gekleurd dan een volwassen vogel en is vooral aan de onderzijde bedekt met kleine donkere vlekken en strepen. De kop is groenbruin gekleurd en heeft een gelige keel en een hoorngele snavel. Een juveniele mannetje heeft een zwarte lijn rond de snavelbasis en heeft een donkerder onderzijde dan een juveniel vrouwtje. De verschillen in kleur van de vleugels zijn bij beide geslachten hetzelfde als die bij volwassen vogels. Na de rui in augustus of september krijgt een jonge vogel zijn adulte verenkleed.

## Gedrag en leefwijze

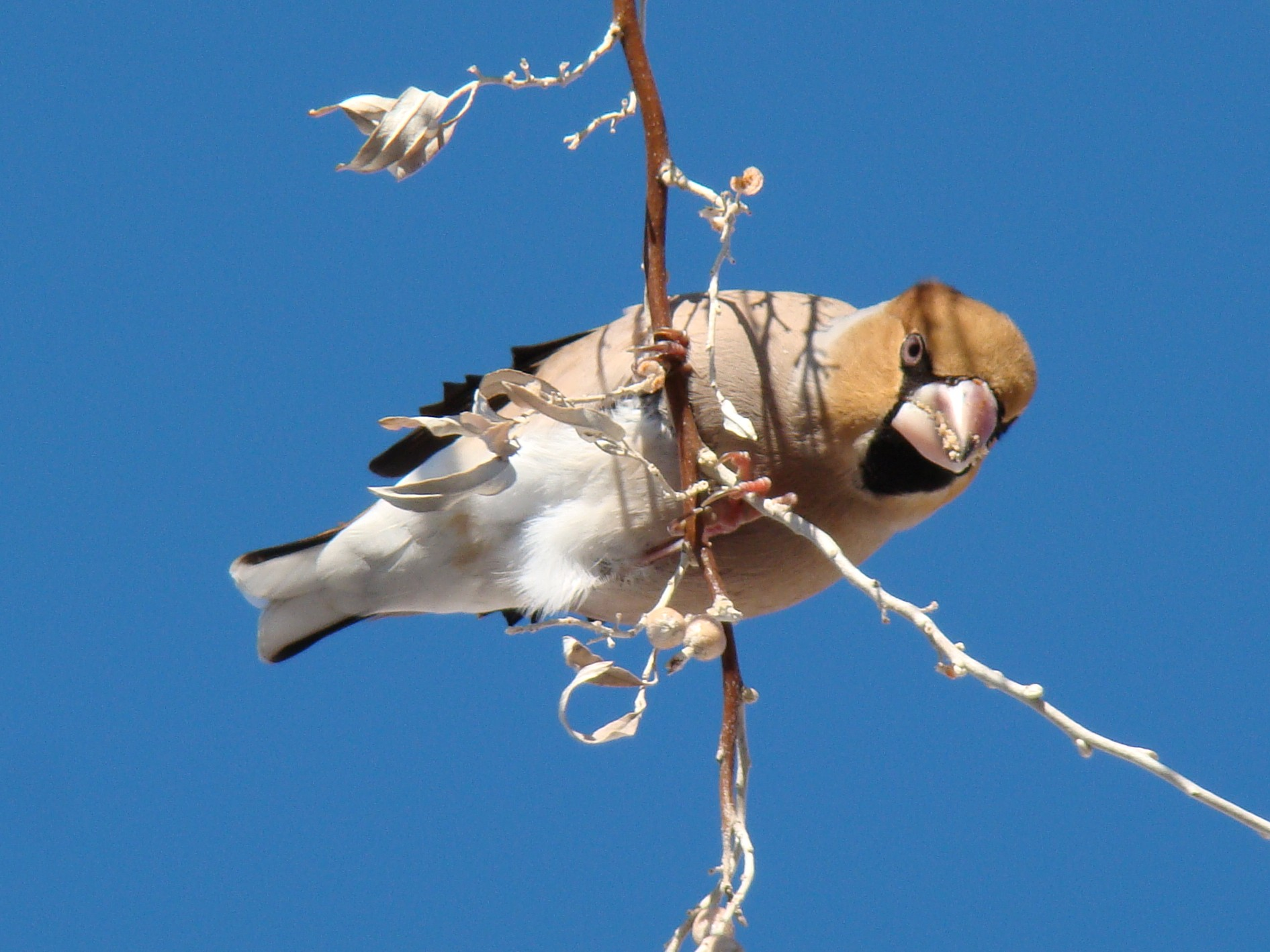
De appelvink is een schuwe vogel die zich meestal hoog in de bomen ophoudt.

De appelvink is een schuwe vogel die gewoonlijk bij de minste verstoring wegvliegt. Hij brengt het grootste deel van de dag door in hoge boomkronen, met name tijdens het broedseizoen. De appelvink komt alleen op de grond om te drinken of, in het najaar en de winter, zich te voeden met gevallen zaden. Hierbij blijft hij altijd in de buurt van bomen.
De appelvink leeft solitair, in paren of in kleine groepen. Het grootste deel van het jaar bewaakt hij een groot territorium. Wanneer hij nestlingen te voeden heeft, verdedigt hij slechts een klein gedeelte rond het nest. Tijdens het eten en drinken is de appelvink tamelijk agressief en dominant, zowel tegenover soortgenoten als andere vogels, ongeacht het formaat.

### Voortbeweging
De vlucht van de appelvink is snel en golvend. Hij vliegt meestal hoog, tot op een hoogte van tweehonderd meter. Een korte afstand legt de appelvink meestal in een rechte lijn af. De weinige keren dat de appelvink op de grond komt, heeft hij gewoonlijk een opgerichte, waakzame houding. Hier verplaatst hij zich met krachtige sprongetjes of met een waggelende tred.

### Communicatie

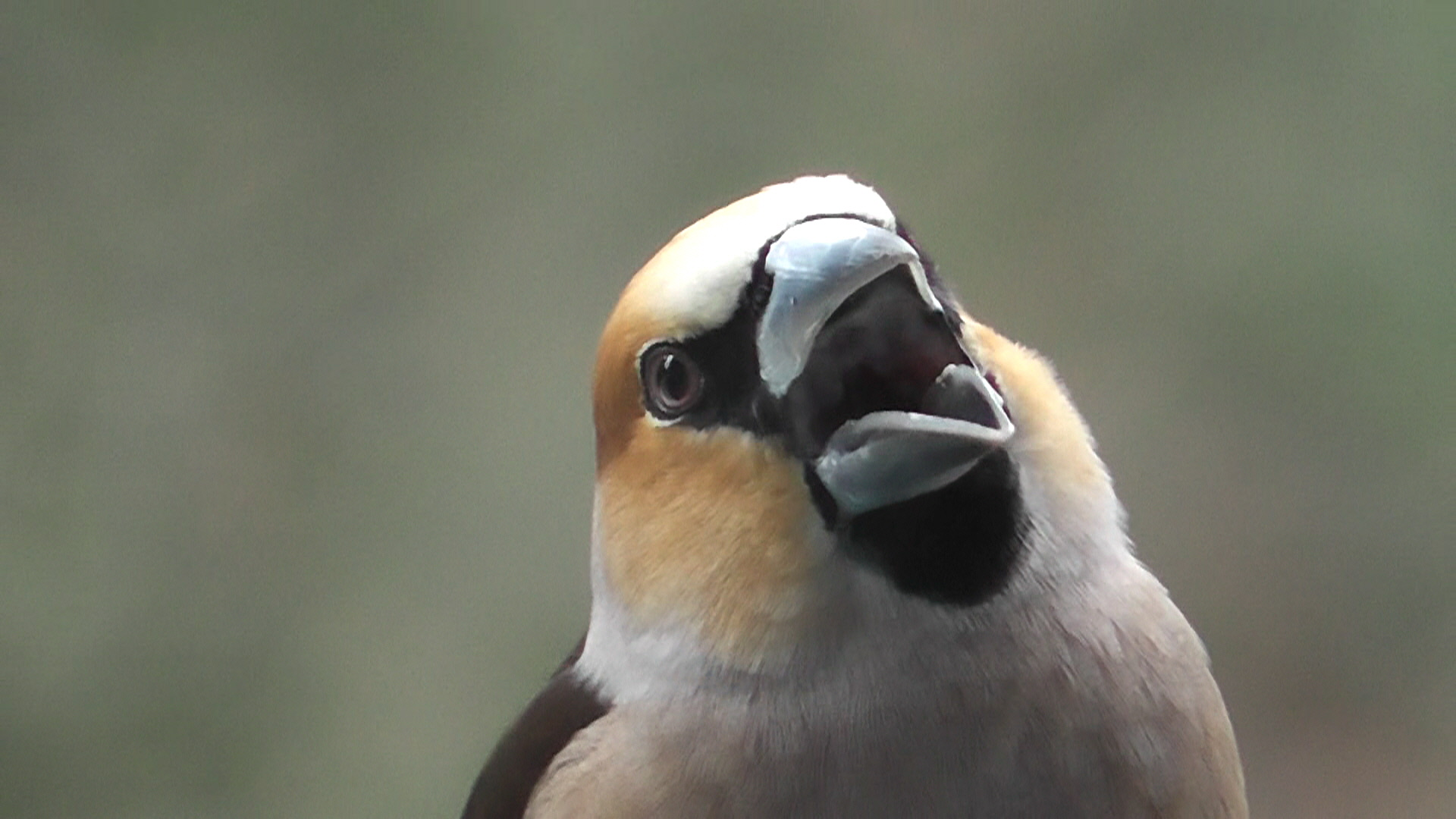

De appelvink laat zich doorgaans weinig horen. Hij bedient zich het vaakst van zijn roep; een explosief, klikkend pzik of pzik-ik, vergelijkbaar met de roep van een roodborst. Bij verstoring laat de appelvink een ijl fluitend tsieip horen. De zang bestaat uit een hakkelend tiek tiek tur-whie-whie, vaak vermengd met scherpe roepgeluiden.

### Voedsel
De appelvink foerageert vaak alleen, maar soms ook in groepen, met name in de winter. Het voedsel bestaat voornamelijk uit harde boomzaden en pitten van steenvruchten. Met zijn krachtige en gespierde snavel kan de appelvink een druk van 25 tot 40 kilogram genereren, genoeg om kersen- en pruimenpitten te kraken. Verder bestaat het voedsel uit dennenzaden, bessen en beukennoten. Soms voedt de appelvink zich met rupsen of insecten, welke laatste hij ook soms in de vlucht vangt.

## Voortplanting en ontwikkeling
De broedperiode van de appelvink valt in de periode tussen eind maart en half augustus. De precieze periode verschilt per regio en is ook afhankelijk van de temperatuur in de lente. Appelvinken in het zuidwesten van Europa broeden bijvoorbeeld eerder dan die in het noordoosten. Normaal gesproken brengt de appelvink in een broedseizoen niet meer dan één legsel groot.

### Balts
Aan het begin van de broedperiode vormen appelvinken monogame koppels. Sommige vogels kiezen dezelfde partner als het voorgaande jaar. De appelvink kent verscheidene baltsrituelen. Beide vogels staan bijvoorbeeld tegenover elkaar en strekken zich uit om elkaars snavel aan te raken. Wanneer een mannetje zich aan het vrouwtje vertoont, strekt hij zich uit, zet de veren van zijn kop, nek en borst uit en laat zijn vleugels naar voren hangen. Vervolgens maakt hij een diepe buiging. Ook toont hij vaak zijn witte vleugelbanen door een vleugel uit te spreiden en schuin naar voren te buigen.

### Nestbouw
Na de paarvorming kiest het appelvinkmannetje een geschikte plek voor het nest en begint met bouwen. De eerste paar dagen neemt het mannetje de nestbouw voor zijn rekening, waarna het vrouwtje het overneemt.
Het nest bevindt zich gewoonlijk hoog in een boom, maar kan ook in een struik worden gebouwd. De appelvink lijkt een voorkeur voor haagbeuken te hebben. Het nest wordt op een horizontale tak gebouwd, dicht tegen de stam, maar makkelijk bereikbaar vanuit de lucht. De basis van het slordig ogende nest bestaat uit enkele takken. De ondiepe binnenzijde is bekleed met wortels, grassprieten en mos.

### Broedsel

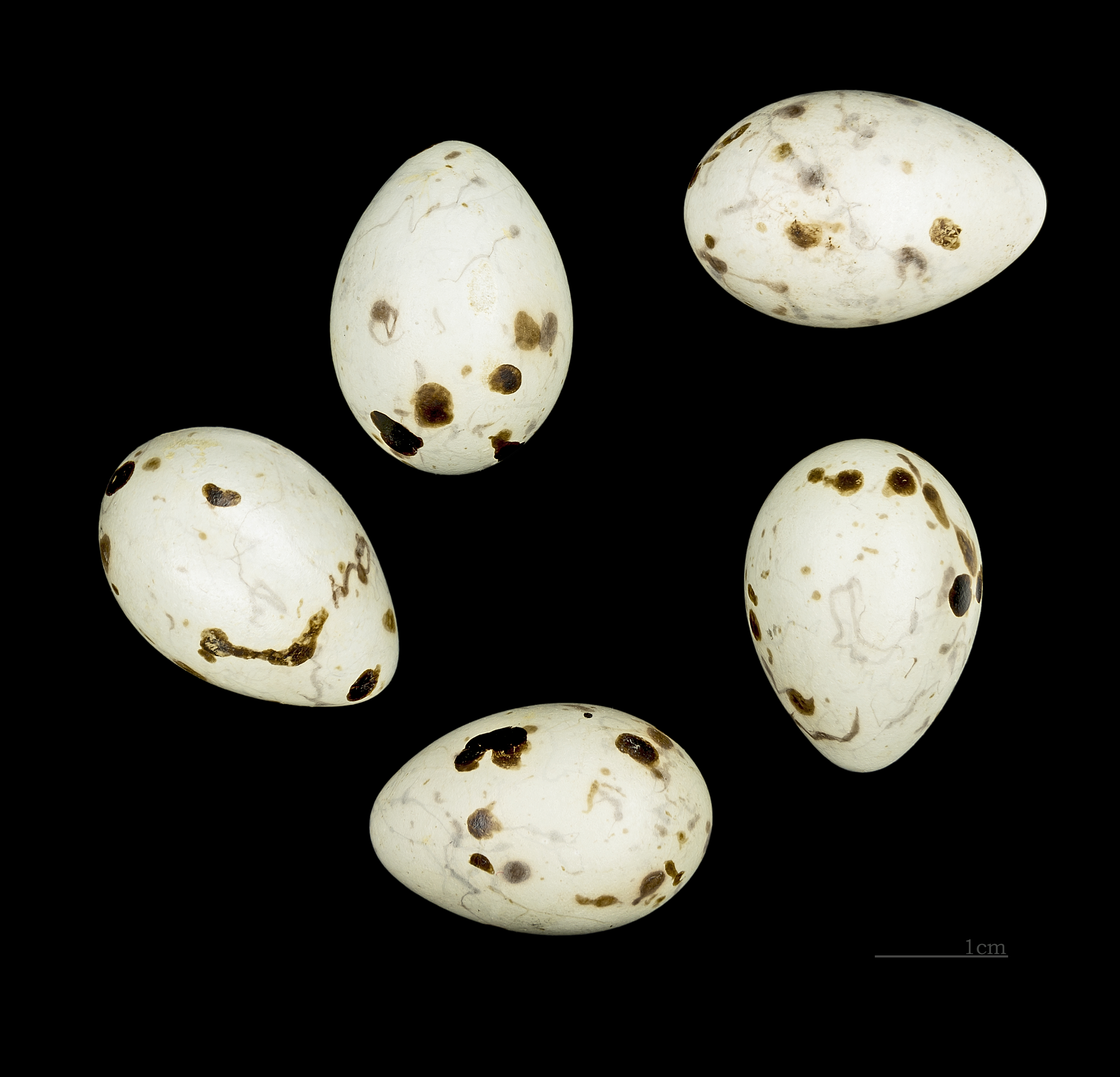
De eieren zijn bedekt met onregelmatige vlekken.

De eieren worden doorgaans vroeg in de morgen gelegd, met intervallen van een dag. Een broedsel bestaat gewoonlijk uit vier of vijf eieren, maar dit aantal kan variëren van twee tot zeven. De kleur kan sterk verschillen. Het ei kan een bruingele, grijsgroene of lichtblauwe grondkleur hebben en is bedekt met paarsbruine en lichtgrijze onregelmatige vlekken. Het formaat van het ei kan sterk variëren; de gemiddelde grootte is 2,4 bij 1,8 centimeter.
De eieren worden in elf tot dertien dagen door het vrouwtje uitgebroed. De nestlingen krijgen zaden en rupsen te eten. Aanvankelijk brengt het mannetje het voedsel naar het vrouwtje op het nest, die op haar beurt de kuikens voert. Later, wanneer de kuikens groter zijn, worden ze zonder tussenkomst door beide ouders gevoerd. Tot het moment dat de jongen uitvliegen, worden hun uitwerpselzakjes door de ouders verwijderd.
Na twaalf tot veertien dagen vliegen de jongen uit. Na ongeveer een maand zijn ze zelfstandig. Normaal gesproken zal een jonge appelvink het volgende broedseizoen voor het eerst zelf broeden. De hoogst gemeten leeftijd van geringde appelvink bedroeg in 2010 twaalf jaar en zeven maanden.

## Verspreiding en leefgebied
Het verspreidingsgebied van de appelvink beslaat het grootste deel van Europa, een deel van Noord-Afrika (Marokko, Tunesië en Algerije) en de gematigde regio's van Azië, waaronder een groot deel van Rusland. In Europa is de appelvink een standvogel, met uitzondering van enkele regio's rond het Middellandse Zeegebied. Hij ontbreekt er in IJsland, delen van Groot-Brittannië, het grootste deel van Scandinavië en enkele Mediterrane eilanden. Aziatische vogels zijn meestal trekvogels die in de winter naar het zuiden trekken. Populaties in Noord-Iran, de Kaukasus en een deel van Oost-Azië zijn echter standvogels.

### Habitat

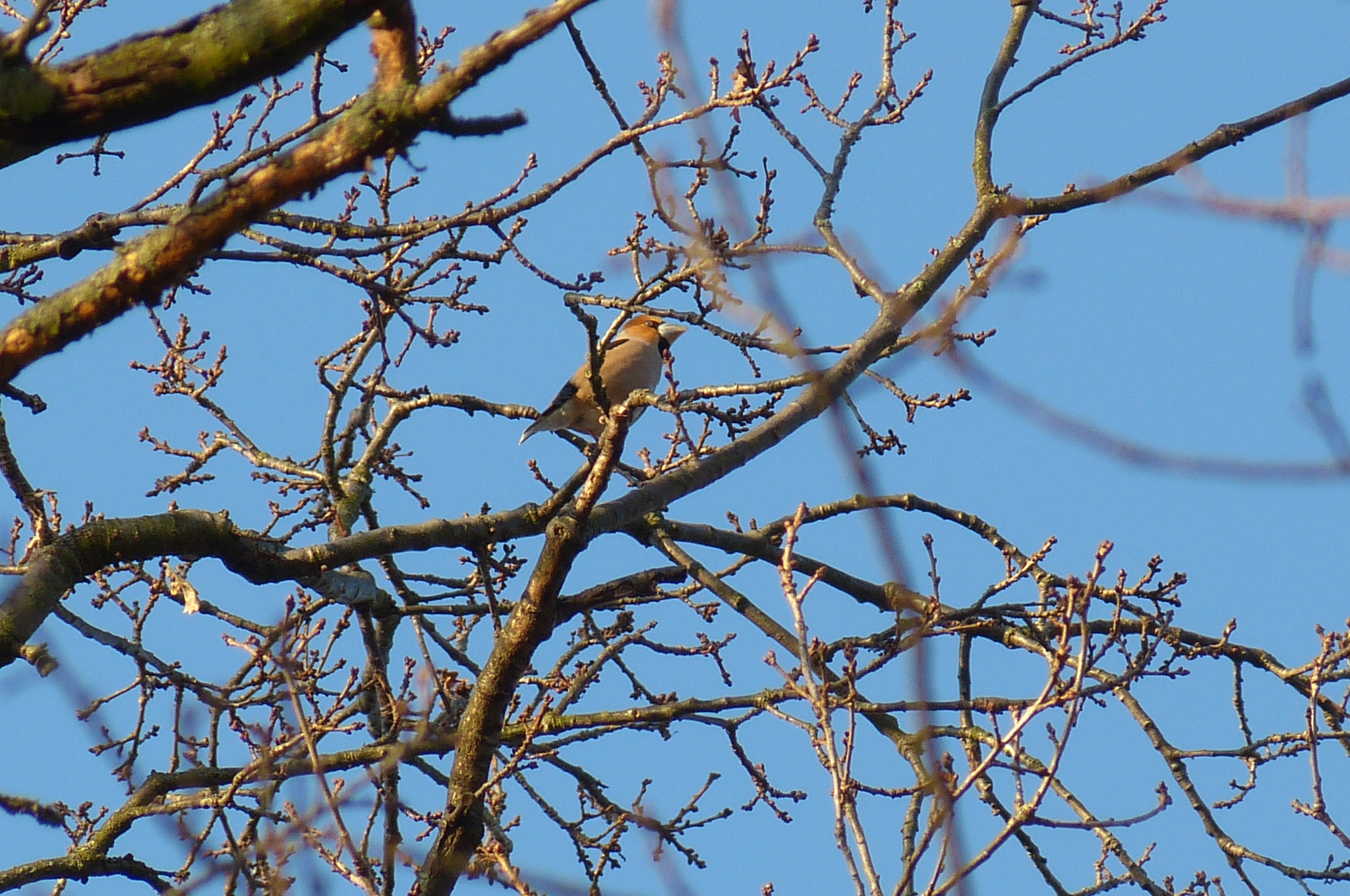
Een appelvink in zijn natuurlijke habitat

Het leefgebied van de appelvink bestaat gewoonlijk uit loofbossen en gemengde bossen met voldoende beschikbaar drinkwater. Soms bezoekt hij gecultiveerde gebieden, zoals parken, tuinen en boomgaarden. In de herfst en winter vertoont de appelvink een voorkeur voor bossen met vruchtbomen, zoals kersen- en pruimenbomen.

### Beschermingsstatus
Het verspreidingsgebied van de appelvink wordt geschat op ongeveer 33.000.000 vierkante kilometer. In 2015 schatte BirdLife International het aantal broedparen in Europa op 5.200.000 tot 10.100.000. Naar schatting is dit de helft van de wereldpopulatie. Er is een jaarlijkse kleine toename. De appelvink staat dan ook als 'Niet Bedreigd' (LC of Least Concern) geklasseerd op de Rode Lijst van de IUCN.

#### Status in Nederland en België
In Nederland was de appelvink in de jaren 1930 nog vrij zeldzaam. Dankzij een veranderd bosbeheer en diverse immigraties, waarschijnlijk uit Centraal-Europa, is de Nederlandse populatie sterk gegroeid. Op de Veluwe is de populatie in de periode tussen 1980 en 1987 verviervoudigd. In het zuidwesten van Drenthe kwamen in 1995 vijfmaal zoveel appelvinken voor als in 1985. Sinds de bossen in Flevoland voldoende zijn verouderd en uitgebreid komt de appelvink ook daar voor, mede dankzij de aanplant van wilde zoete kers. Het Nederlandse aantal broedparen had volgens SOVON rond 1996 haar hoogtepunt. Daarna daalde dit aantal, tot ongeveer 9000 paren in 2002. Over de periode 2013-2015 werd het aantal broedparen geschat op 12.000-15.000. De belangrijkste broedgebieden bevinden zich op de Veluwe, de Utrechtse Heuvelrug, de Achterhoek, Twente, Drenthe en Zuid-Limburg.
In het Belgische Vlaanderen is de appelvink zeldzamer. De grootste concentraties bevinden zich in de Voerstreek in Vlaams Limburg.

## Taxonomie

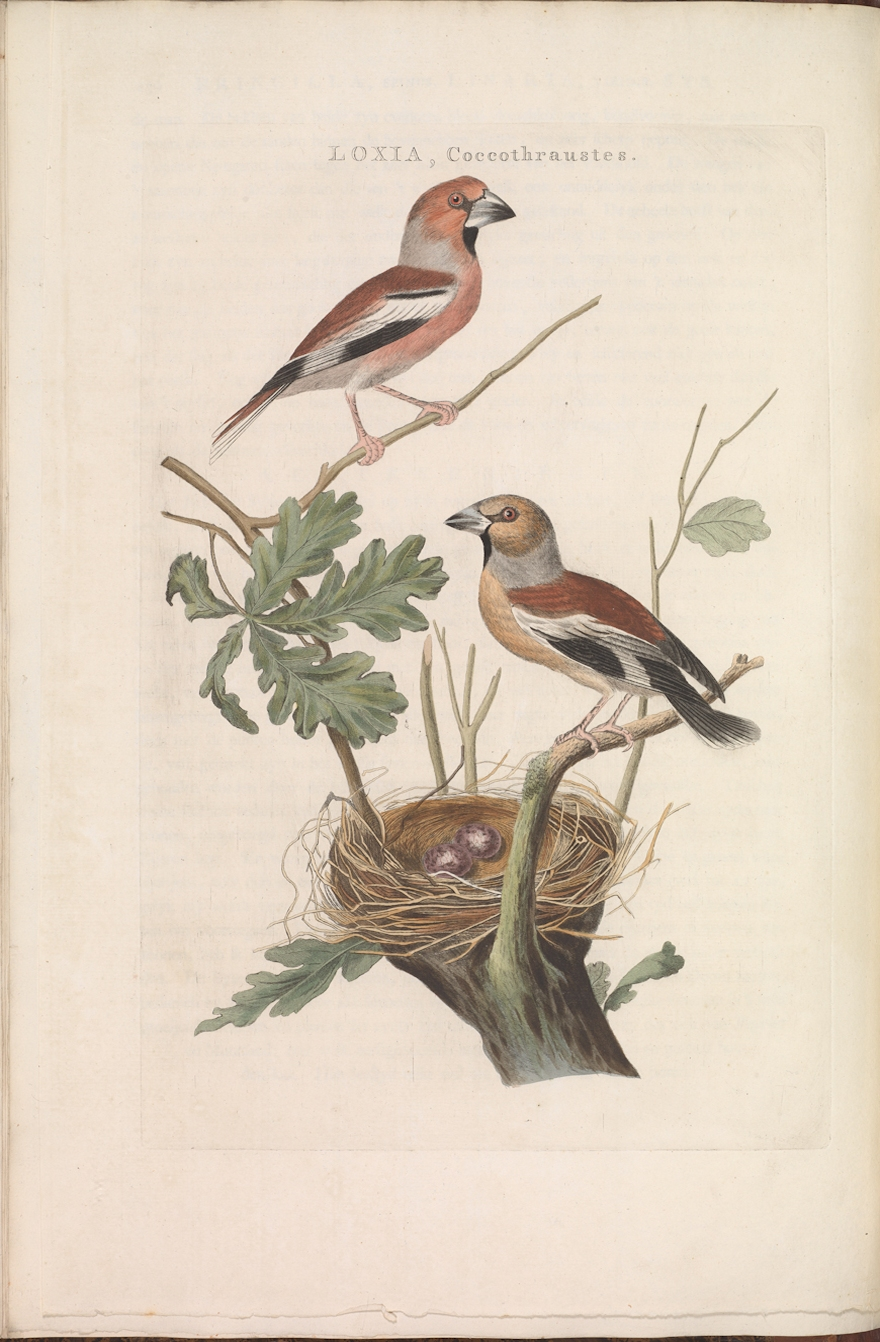
De appelvink beschreven als Loxia coccothraustes, in het werk Nederlandsche vogelen uit 1770

De appelvink werd door de Zwitserse natuuronderzoeker Conrad Gesner beschreven in zijn werk Historiae animalium, waarvan deel 3, over de vogels, uitkwam in 1585. Hij gebruikte hierbij de naam Coccothraustes. Deze is samengesteld uit de Oudgriekse woorden kokkos en thrauō, wat respectievelijk 'zaad' of 'pit' en 'breken' betekent. In 1758 publiceerde Carl Linnaeus in Systema naturae de wetenschappelijke naam Loxia coccothraustes. Hiermee schaarde hij de appelvink onder hetzelfde geslacht als de kruisbek (Loxia curvirostra). De Franse zoöloog Mathurin Jacques Brisson plaatste het taxon in 1760 in het monotypische geslacht Coccothraustes, dat net als het geslacht Loxia tot de onderfamilie Carduelinae wordt gerekend.

### Ondersoorten
Er worden zes ondersoorten onderscheiden:
- C. c. coccothraustes: van Europa tot centraal Siberië en het noorden van Mongolië
- C. c. buvryi Cabanis, 1862: noordwestelijk Afrika
- C. c. nigricans Buturlin, 1908: zuidelijk Oekraïne, de Kaukasus, noordoostelijk Turkije en noordelijk Iran
- C. c. humii Sharpe, 1886: zuidelijk Kazachstan, oostelijk Oezbekistan en noordoostelijk Afghanistan
- C. c. schulpini Johansen, 1944: zuidoostelijk Siberië, noordoostelijk China en Korea
- C. c. japonicus Temminck & Schlegel, 1848: Kamtsjatka, Sachalin, de Koerilen en Japan